# Melbourne Cup
Melbourne Cup là cuộc đua ngựa thuần chủng lớn của Úc. Được gọi là "cuộc đua dừng lại cả một quốc gia", nó là một cuộc đua 3.200 mét cho ngựa từ ba tuổi trở lên. Đó là cuộc đua "hai dặm" giàu nhất thế giới, và một trong những cuộc đua sân cỏ giàu nhất. Được thực hiện bởi Victoria Racing Club tại Trường đua ngựa Flemington tại Melbourne, Victoria, sự kiện bắt đầu vào 3 giờ chiều vào ngày thứ Ba đầu tiên trong tháng 11.

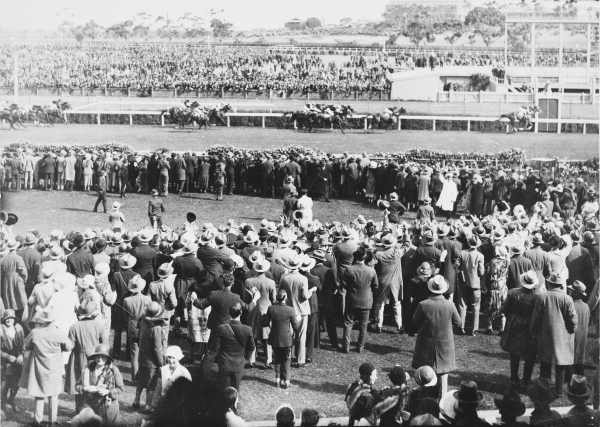
Phar Lap winning the Melbourne Cup Race from Second Wind and Shadow King on ngày 5 tháng 11 năm 1930.

Cuộc đua đầu tiên được tổ chức vào năm 1861 với đoạn đường hơn hai dặm (khoảng 3218 mét), nhưng đã được rút ngắn xuống còn 3.200 mét (2,0 dặm) vào năm 1972 khi Úc thông qua hệ thống đo lường mét. Việc này làm giảm khoảng cách bằng 18,688 m (61,31 ft), và kỷ lục của cuộc đua năm 1968 là 3min.19.1sec của con ngựa Lover Rain đã được điều chỉnh phù hợp là 3min.17.9sec. Giữ kỷ lục hiện nay là con Kingston Rule năm 1990 với thời gian 3 phút16.3sec.

### Tiền giải thưởng
Tổng giá trị giải bằng tiền cho cuộc đua năm 2011 là A$6,175,000, công với cúp chiến thắng giá trị $125,000. 10 con ngựa dẫn đầu nhận giải thưởng bằng tiền, với con đứng đầu được thưởng $3.3 triệu, con thứ 10 nhận $115,000. Tiền giải thưởng được chia cho từng con theo tỉ lệ: 85% cho chủ ngựa, 10% cho người dạy và 5% cho nài ngựa.
| Năm của Melbourne Cup | Tiền giải thưởng |
| --------------------- | ---------------- |
| 2012                  | $6,200,000       |
| 2011                  | $6,175,000       |
| 2010                  | $6,000,000       |
| 2009                  | $5,500,000       |
| 2008                  | $5,500,000       |
| 2007                  | $5,000,000       |
| 2006                  | $5,000,000       |
| 2005                  | $5,000,000       |

### Cúp chiến thắng

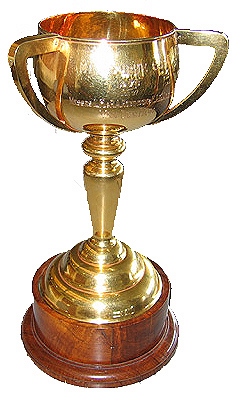
Cúp năm 1976 thắng bởi Van Der Hum.

### Ngày lễ
Ngày Melbourne Cup day là ngày nghỉ lễ cho tất cả Melbourne và một số vùng lân cận khác của Bang Victoria. Một số thành phố và thị trấn khác của bang Victoria không lấy ngày này làm ngày lễ vì họ có lễ mùa xuân riêng của mình. Công nhân viên chức chính phủ của Liên Bang làm việc tại Bang Victoria cũng được nghỉ.

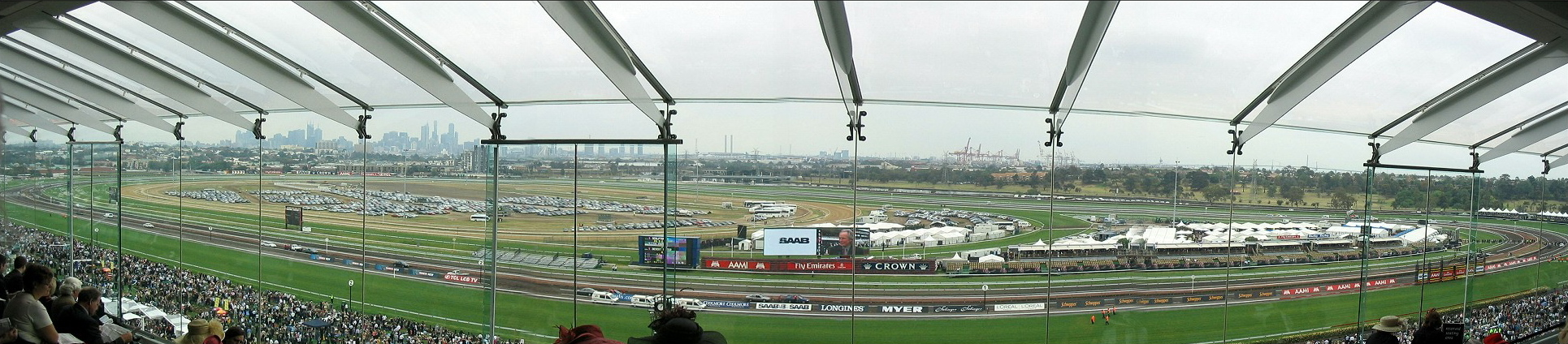
180 degree panorama of the racecourse